# Klobazam
Klobazam – organiczny związek chemiczny z grupy benzodiazepin, stosowany jako lek psychotropowy. Znajduje się w grupie IV-P wykazu substancji psychotropowych. Charakteryzuje się bardzo długim czasem działania. Po podaniu doustnym metabolizowana prawie całkowicie w wątrobie do czynnych farmakologicznie metabolitów: N-demetyloklobazamu oraz 4-hydroksyklobazamu i w niewielkich ilościach do 4-hydroksy-N-demetyloklobazamu. Okres półtrwania klobazamu wynosi 18–20 godzin, natomiast N-demetyloklobazamu około 50 godzin (może ulec wydłużeniu nawet do 80 godzin). Maksymalna dawka doustna jednorazowa: 30 mg, dobowa: 80 mg.
Klobazam ma znaczące powinowactwo do podjednostki ω2 receptora GABAA i znacznie mniejsze do podjednostki ω1 – taki profil jest charakterystyczny także dla innych pochodnych benzo[b][1,4]diazepiny, takich jak np. arfendazam czy lofendazam.
Klobazam został zsyntetyzowany w 1960 roku przez włoską firmę Laboratori Farmaceutici Maestretti, natomiast wprowadzony do światowego lecznictwa w 1975 roku jako lek anksjolityczny, uspokajający oraz przeciwpadaczkowy pod handlowymi nazwami Frisium i Urbanyl przez firmę Hoechst Marion Roussel, która obecnie jest spółką koncernu Sanofi-Aventis.
W porównaniu z innymi pochodnymi benzodiazepiny klobazam w Polsce jest stosowany rzadko.

## Preparaty zarejestrowane w Polsce
- Frisium (Producent: Sanofi-Aventis)
  - Postać: tabletki; dawka: 10 mg; opakowanie: 20 tabletek.